# Giro dei Paesi Baschi 1985
Il Giro dei Paesi Baschi 1985, venticinquesima edizione della corsa, si svolse dal 1º al 5 aprile 1985 su un percorso di 877,4 km ripartiti in cinque tappe (l'ultima suddivisa in 2 semitappe). Fu vinto da Pello Ruiz Cabestany, davanti a Greg LeMond e Marino Lejarreta.

## Tappe
| Tappa  | Data     | Percorso                              | km    | Vincitore di tappa | Leader cl. generale  |
| ------ | -------- | ------------------------------------- | ----- | ------------------ | -------------------- |
| 1ª     | 1 aprile | Vera de Bidasoa > Ibardin             | 183   | José Luis Laguía   | José Luis Laguía     |
| 2ª     | 2 aprile | Vera de Bidasoa > Legorreta           | 197   | José Recio         | José Luis Laguía     |
| 3ª     | 3 aprile | Legorreta > Getxo                     | 191   | Sean Kelly         | José Luis Laguía     |
| 4ª     | 4 aprile | Getxo > Amurrio                       | 179   | Pedro Muñoz        | José Luis Laguía     |
| 5ª-1ª  | 5 aprile | Amurrio > Beasain                     | 113   | Jörg Müller        | Pello Ruiz Cabestany |
| 5ª-2ª  | 5 aprile | Beasain > Beasain (Cron. individuale) | 14,4  | Sean Kelly         | Pello Ruiz Cabestany |
| Totale | Totale   | Totale                                | 877,4 |                    |                      |

## Classifiche finali

### Classifica generale
| Pos. | Corridore            | Squadra   | Tempo     |
| ---- | -------------------- | --------- | --------- |
| 1    | Pello Ruiz Cabestany | Orbea     | 22h44'27" |
| 2    | Greg LeMond          | Toshiba   | a 29"     |
| 3    | Marino Lejarreta     | Alpilatte | a 46"     |
| 4    | José Recio           | Kelme     | a 1'15"   |
| 5    | Pedro Delgado        | Orbea     | a s.t.    |